# Modrý veleobr

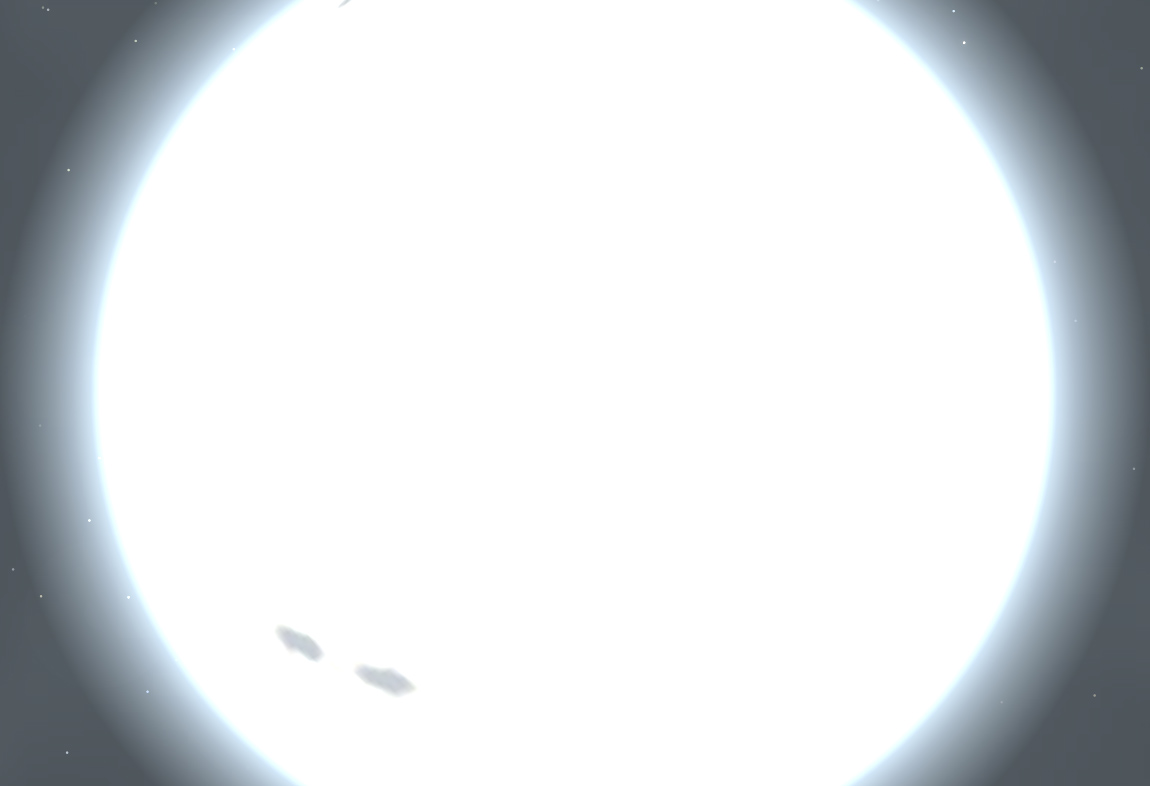
Počítačem generovaný obrázek hvězdy Rigel ze vzdálenosti 1 AU

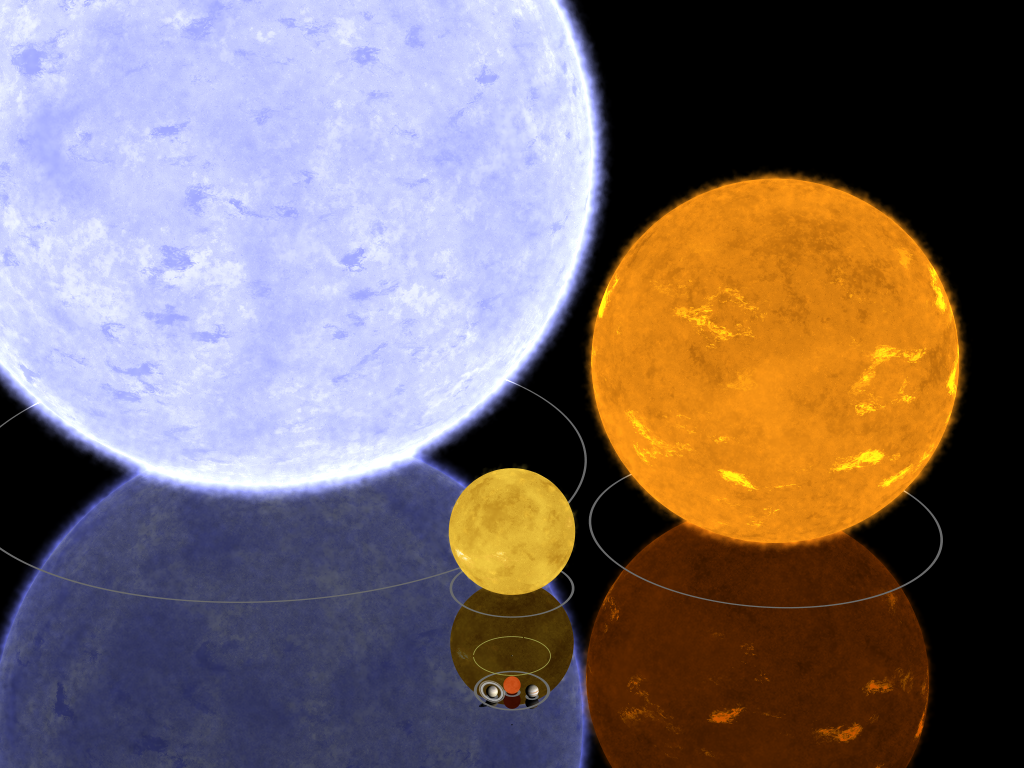
Porovnání velikostí Gamma Orionis, Algol, a Slunce.

Modrý veleobr je veleobr spektrálního typu O.
Tyto hvězdy jsou extrémně horké a jasné s povrchovou teplotou od 20 000 do 50 000 K. Jejich hmotnost je obvykle od 10 do 50 hmotností Slunce na HR diagramu a jejich průměr dosahuje tisíc průměrů Slunce. Jsou to velmi vzácné hvězdy a patří mezi nejžhavější a nejjasnější ve známém vesmíru.
Z modrého veleobra se může stát červený veleobr, pokud se jaderná reakce z jakéhokoliv důvodu zpomalí.

## Příklady
- Zeta Puppis (Naos) – modrý veleobr typu O
- Rigel (β Orionis) – modrobílý veleobr typu B